# Nataniel Sielicki
Nataniel, imię świeckie Bogusz Sielicki (zm. 1595) – biskup prawosławny I Rzeczypospolitej.

## Życiorys
Godność prawosławnego arcybiskupa połockiego, witebskiego i mścisławskiego otrzymał, zgodnie z prawem podawania, na mocy przywileju Zygmunta III Wazy. Został w ten sposób wynagrodzony za zasługi wojenne, jakie położył, służąc w stopniu rotmistrza jeszcze za rządów Zygmunta Augusta i Stefana Batorego. Nominacja Sielickiego nie była umotywowana względami religijnymi, nie wydaje się też, by biskup angażował się szczególnie w życie duchowe Kościoła; swoją godność traktował jako zwykłe beneficjum. Najprawdopodobniej nie był zwolennikiem unii między Kościołami prawosławnym a katolickim. Nie brał udział w synodach biskupów, w czasie których po raz pierwszy część prawosławnych hierarchów Rzeczypospolitej wyraziła chęć przyjęcia katolicyzmu z zachowaniem obrządku bizantyńskiego.
W 1595 był już poważnie chory, dlatego 5 maja 1595 Zygmunt III Waza wyznaczył jego następcę – Hermana Zahorskiego, zwolennika unii. Nataniel Sielicki zmarł najprawdopodobniej dwa miesiące później.